# آلاس-شامپاین
آلاس-شامپاین (به فرانسوی: Allas-Champagne) یک کمون در فرانسه است که در Canton of Archiac واقع شده‌است.

## خصوصیات
آلاس-شامپاین ۷٫۶۵ کیلومترمربع مساحت و ۲۴۷ نفر جمعیت دارد و ۶۷ متر بالاتر از سطح دریا واقع شده‌است.

## نگارخانه

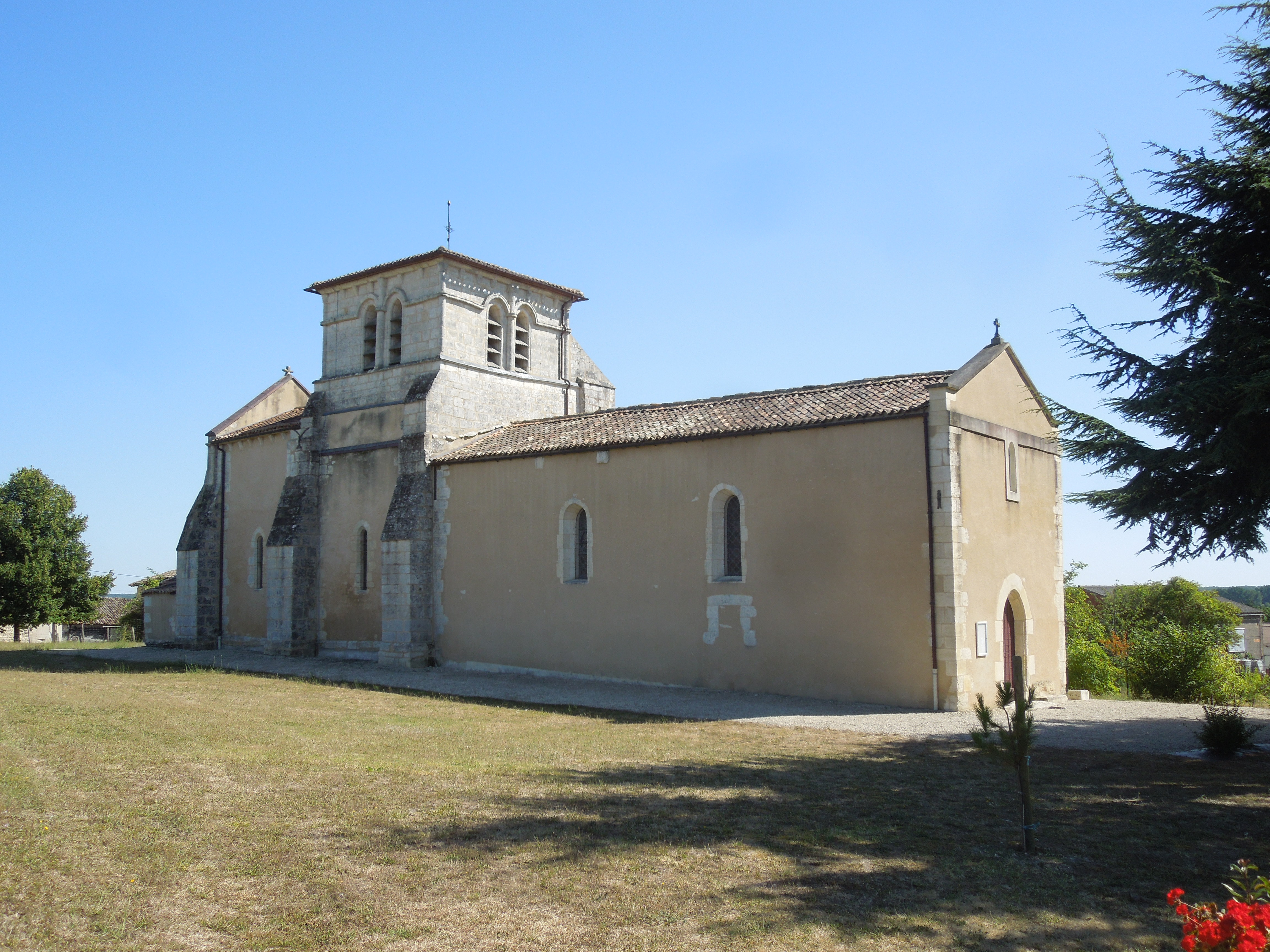
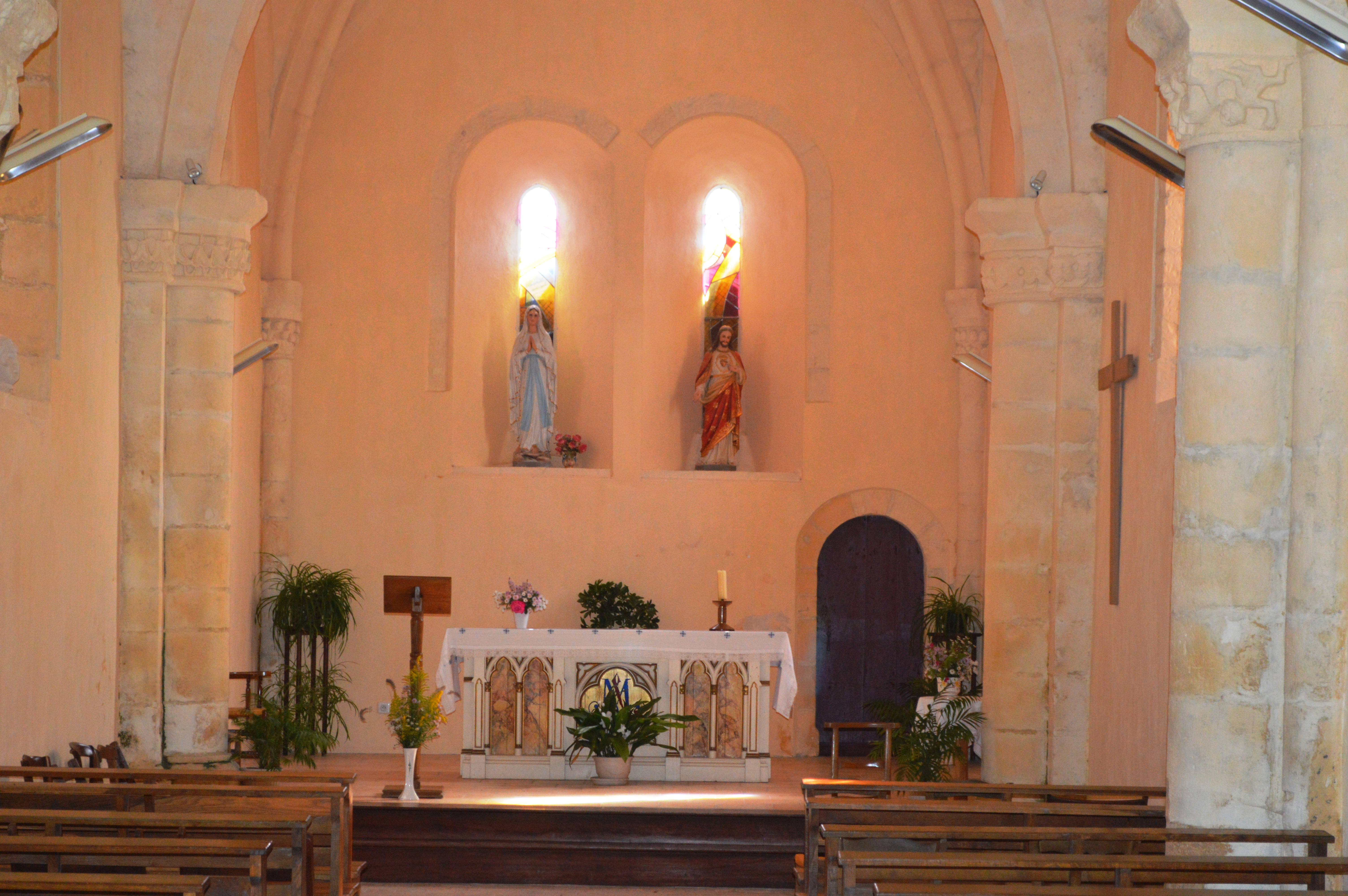
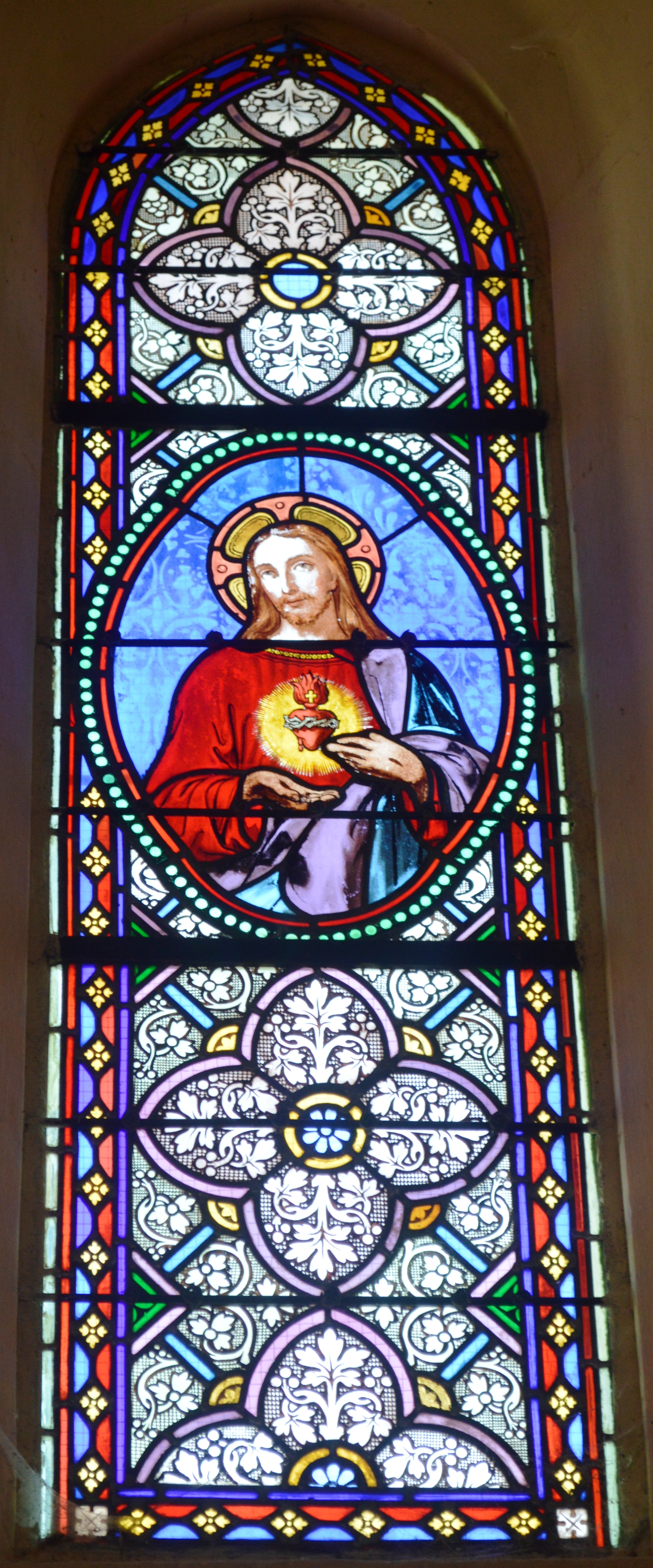
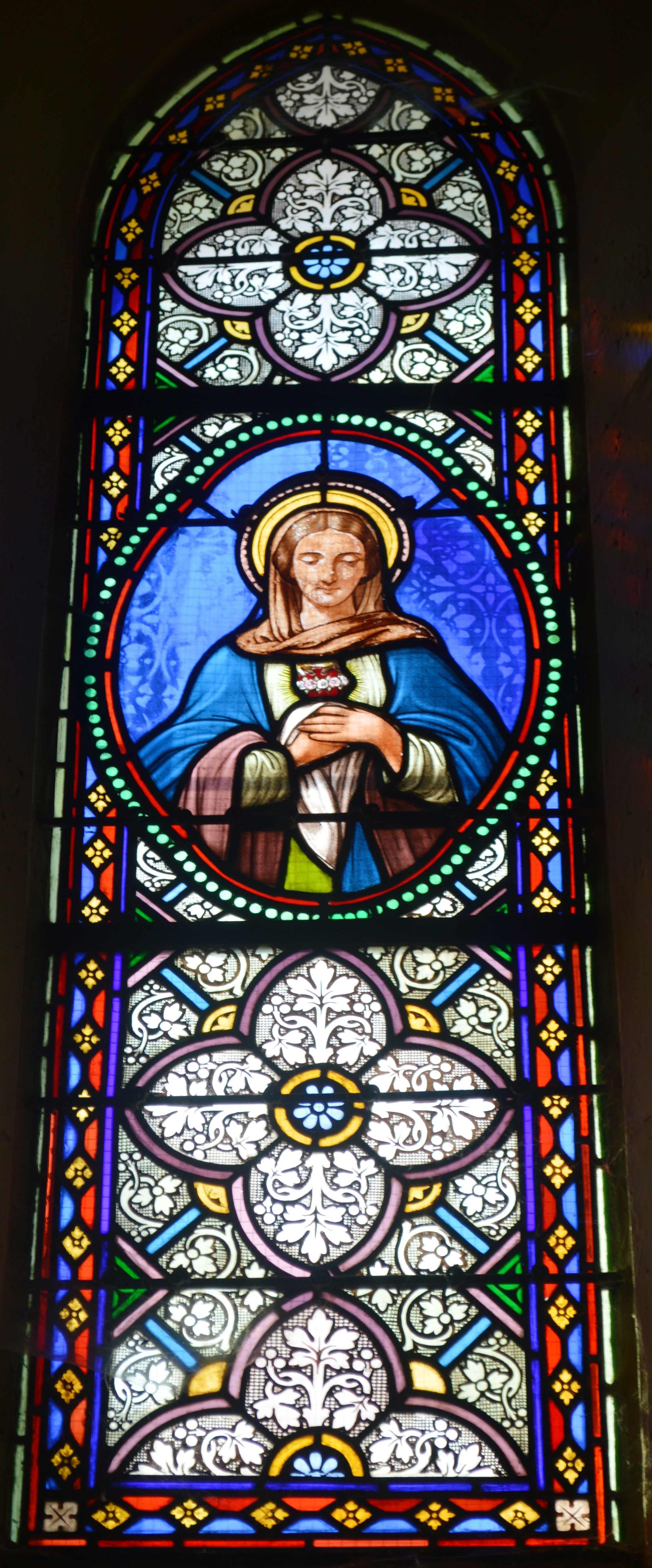
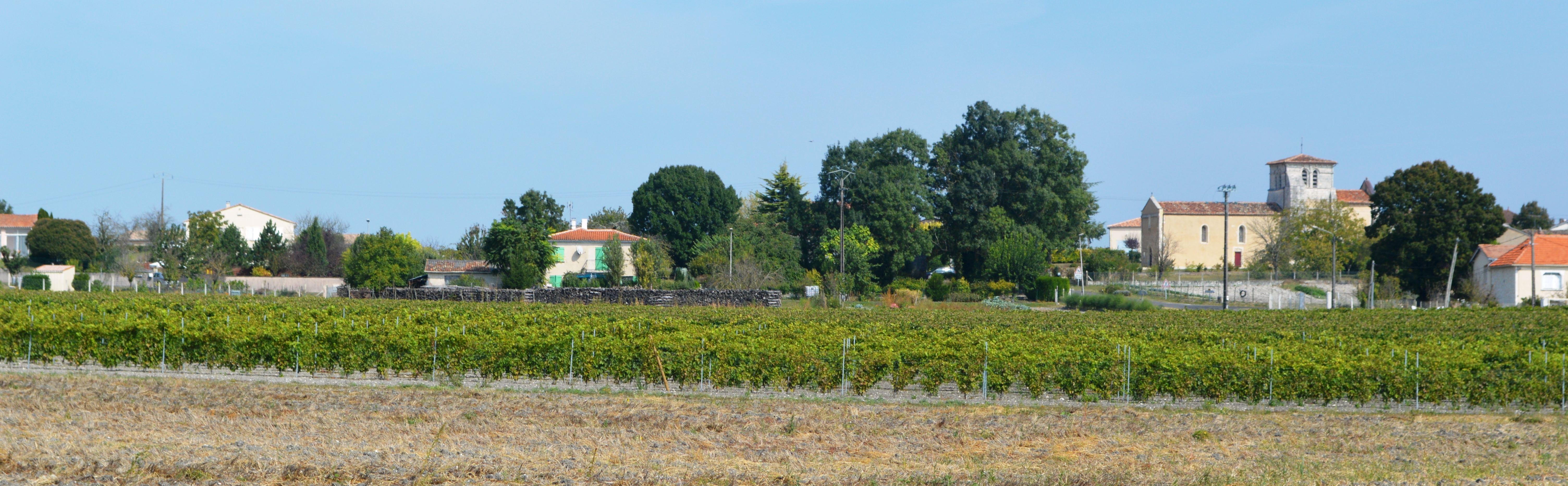
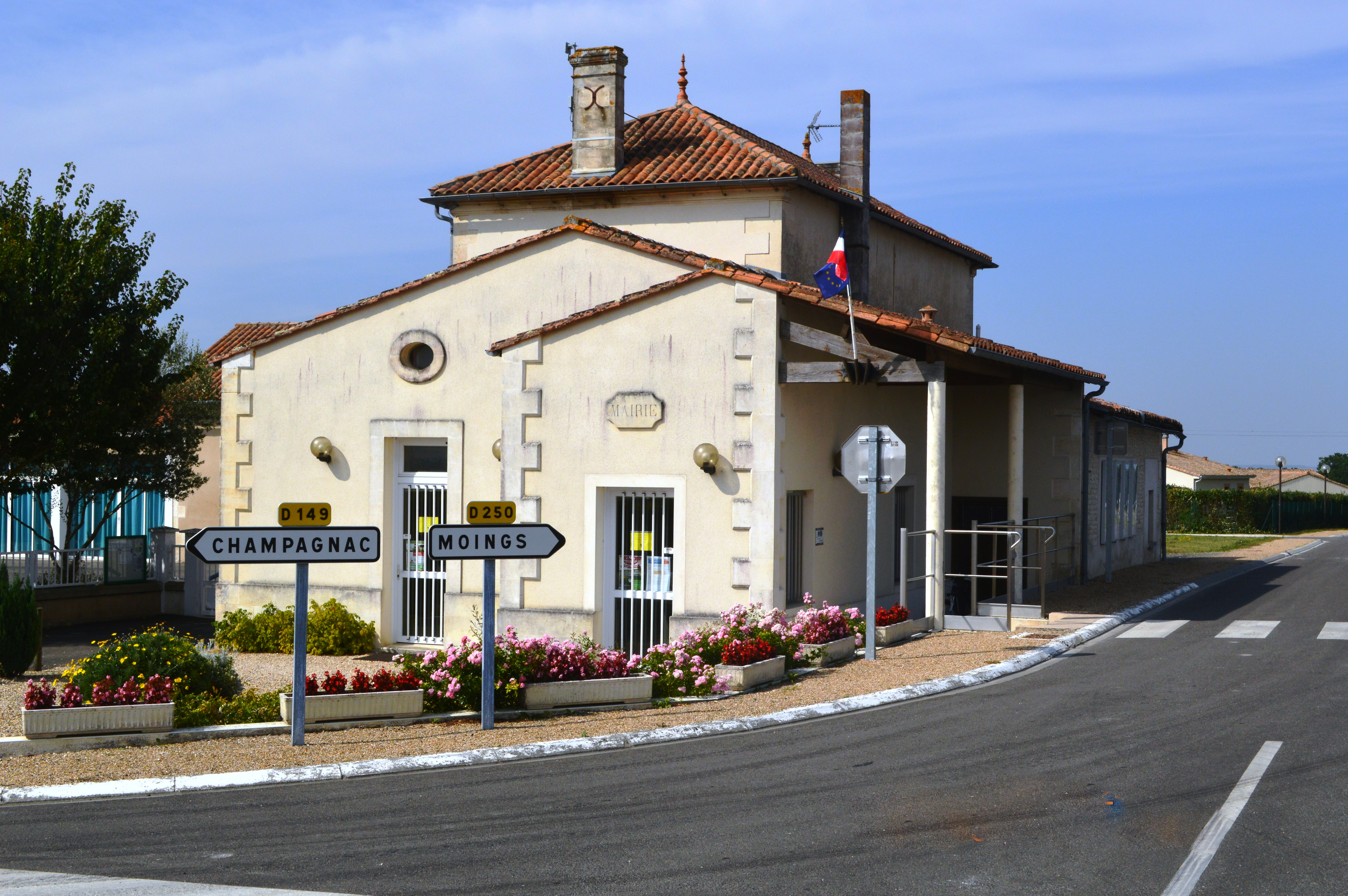
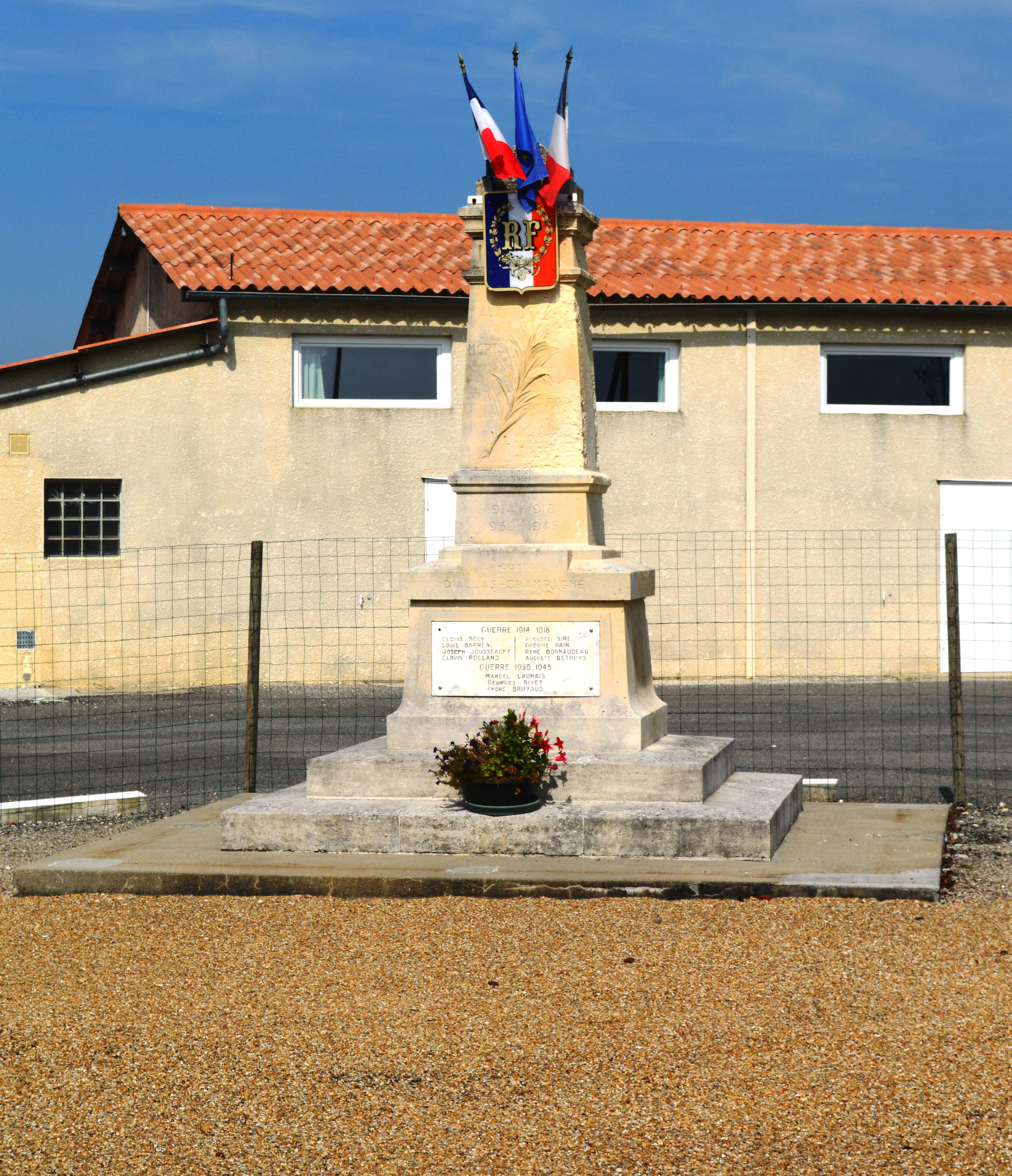